# Protestos pró-Palestina nos campi universitários em 2024
Os protestos pró-Palestina nos campi universitários intensificaram-se em abril de 2024, espalhando-se nos Estados Unidos e em outros países, como parte de um movimento mais amplo de manifestações contra a guerra em Gaza [en] que se estenderam até o verão. A escalada começou em 18 de abril, após prisões em massa durante a ocupação do campus da Universidade Columbia [en], liderada por grupos antissionistas, que exigiam o desinvestimento da universidade em Israel [en] devido ao Genocídio em Gaza. Nos EUA, mais de 3.100 manifestantes foram detidos, incluindo professores e funcionários, em mais de 60 campi. Em 7 de maio, os protestos alcançaram a Europa, com prisões em massa nos Países Baixos [en]. Cinco dias depois, 20 acampamentos haviam sido estabelecidos no Reino Unido, assim como em universidades da Austrália e do Canadá. 
As demandas dos protestos variavam, incluindo o rompimento de laços financeiros com Israel, transparência sobre essas conexões, o fim de parcerias com instituições israelenses e anistia para os manifestantes. As universidades reagiram suspendendo e expulsando estudantes, em alguns casos desalojando-os de moradias no campus. Muitas recorreram à polícia para dissolver acampamentos à força e encerrar ocupações de prédios. Algumas instituições firmaram acordos com os manifestantes para desmontar os acampamentos, enquanto outras cortaram laços com instituições israelenses ou empresas ligadas a Israel e aos territórios ocupados. As ocupações também levaram ao fechamento da Universidade Columbia, da Cal Poly Humboldt e da Universidade de Amsterdã, a greves contínuas [en] de trabalhadores acadêmicos em campi da Califórnia e ao cancelamento de algumas cerimônias de formatura nos EUA.
Centenas de grupos manifestaram apoio aos protestos, enquanto a resposta policial nos EUA recebeu críticas. Defensores de Israel e alguns estudantes judeus expressaram preocupações sobre incidentes de antissemitismo durante ou próximos aos protestos, o que levou a condenações por líderes internacionais. Estudantes e professores participantes, muitos deles judeus, afirmaram que as manifestações não eram antissemitas. Em maio, estimou-se que 8% dos estudantes universitários americanos participaram dos protestos, com 45% os apoiando e 24% se opondo. Cerca de 97% dos protestos permaneceram não violentos, com 28% a 40% dos americanos apoiando as manifestações e 42% a 47% se opondo. Os protestos foram comparados às manifestações anti-Vietnã e aos protestos de 1968, recebendo críticas políticas de uma ampla gama de políticos mainstream do Partido Republicano e do Partido Democrata, além de enfrentarem contraprotestos frequentes de organizações sionistas e de direita.

## Contexto
Manifestações relacionadas à  Guerra em Gaza, como comícios, protestos, campanhas e vigílias, ocorreram em diversas partes dos Estados Unidos desde o início do conflito, marcado pelo  ataque do Hamas em 7 de outubro de 2023, paralelamente a outros protestos ao redor do mundo [en]. Os manifestantes pró-palestinos criticaram a invasão de Israel [en], sua conduta na guerra [en] e o genocídio na Faixa de Gaza, bem como o apoio militar e diplomático dos EUA a Israel [en].
Estudantes que ocuparam prédios administrativos foram presos a pedido de administradores universitários na Universidade Brown em novembro e dezembro de 2023, e no Pomona College em 5 de abril de 2024. Em março de 2024, após manifestantes ocuparem o escritório do presidente na Universidade Vanderbilt, a universidade suspendeu estudantes e expulsou três deles. Segundo o The New York Times, essas foram "consideradas as primeiras expulsões de estudantes por protestos relacionados ao conflito Israel-Hamas".

## Protestos em campi universitários

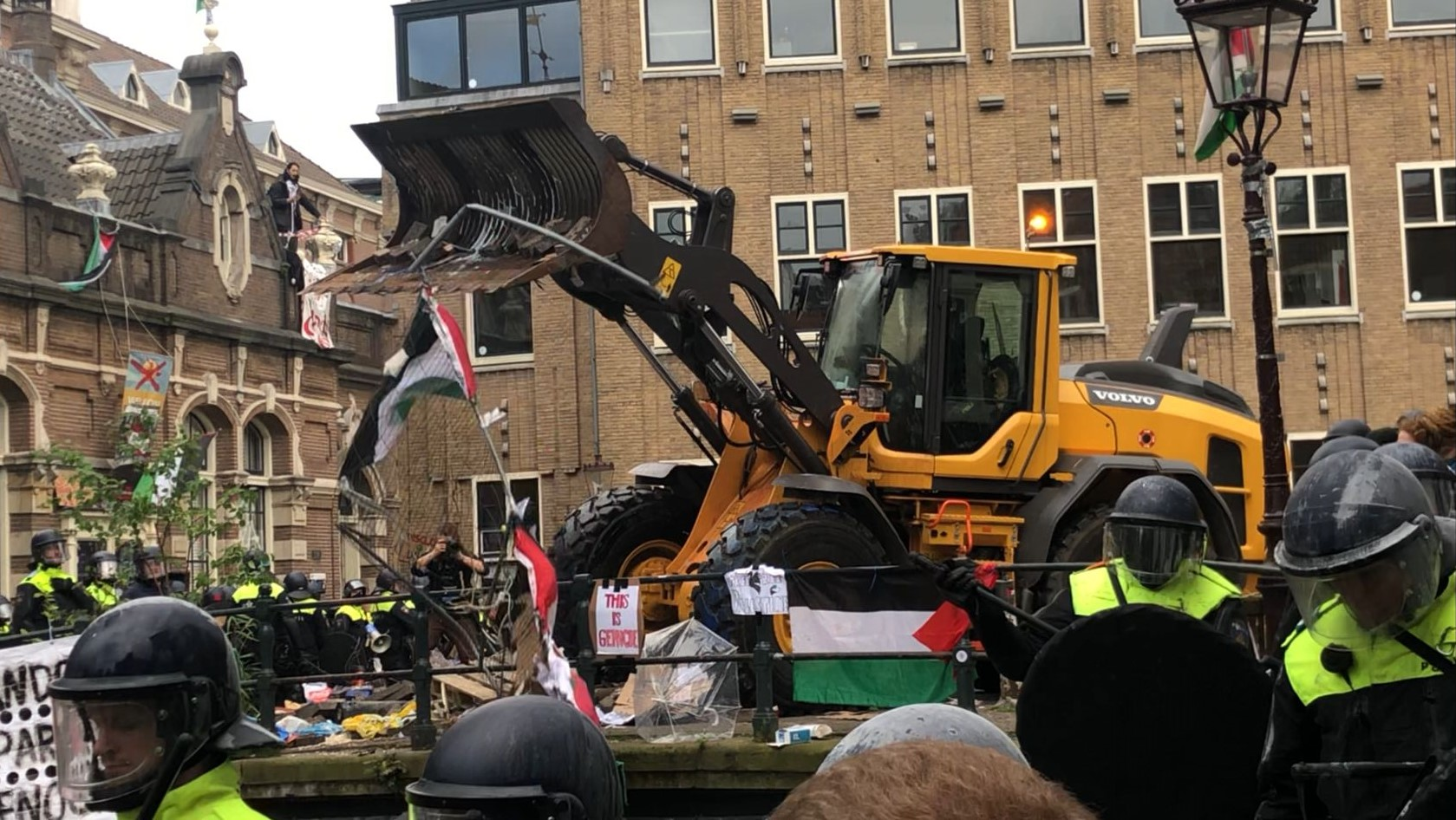
Trator demolindo uma barricada durante a ocupação do campus da Universidade de Amsterdã, em 8 de maio

Até 6 de maio de 2024, protestos estudantis haviam ocorrido em 45 dos 50 estados dos Estados Unidos e no Distrito de Colúmbia, com acampamentos, ocupações, greves ou protesto sentado em quase 140 campi universitários. No Reino Unido, foram estabelecidos 34 acampamentos; na Austrália, os protestos se espalharam por várias universidades, começando pela Universidade de Sydney; e no Canadá, incluindo um acampamento na Universidade McGill [en]. Em 7 de maio, os protestos se intensificaram nos campi europeus após prisões em massa durante a ocupação do campus da Universidade de Amsterdã [en], incluindo a ocupação de prédios universitários na Universidade de Leipzig na Alemanha, na Sciences Po na França e na Universidade de Gante na Bélgica. Até 8 de maio, os protestos já haviam ocorrido em mais de 25 países, e, em 13 de maio, cerca de mil estudantes e funcionários universitários holandeses participaram de uma "Walkout".

### Primeiro acampamento na Universidade de Columbia
Uma série de protestos de ocupação realizados por estudantes pró-palestinos ocorreu na Universidade de Columbia em Nova Iorque, de abril a junho de 2024, no contexto dos amplos  Protestos nos Estados Unidos contra a guerra em Gaza. Os protestos tiveram início em 17 de abril de 2024, quando estudantes pró-palestinos montaram um acampamento com cerca de 50 barracas no campus, denominado Acampamento de Solidariedade a Gaza, exigindo que a universidade retirasse investimentos de Israel [en].
O primeiro acampamento foi desmontado quando a presidente da universidade, Minouche Shafik [en], autorizou a entrada do Departamento de Polícia da Cidade de Nova Iorque (NYPD) no campus em 18 de abril, resultando em prisões em massa. No dia seguinte, um novo acampamento foi erguido. A administração então iniciou negociações com os manifestantes, que fracassaram em 29 de abril, levando à suspensão dos estudantes envolvidos. No dia 30, os manifestantes invadiram e ocuparam o Hamilton Hall [en], o que resultou em uma segunda operação da NYPD, com a prisão de mais de 100 manifestantes e o desmantelamento completo do acampamento. Essas prisões marcaram a primeira vez que a Columbia permitiu a intervenção policial para reprimir protestos no campus desde as manifestações de 1968 contra a Guerra do Vietnã [en]. Em 31 de maio, um terceiro acampamento foi brevemente montado no campus em resposta a uma reunião de ex-alunos.

### Expansão nos Estados Unidos
Mais de 3.100 manifestantes foram presos nos EUA, incluindo professores e funcionários, em mais de 60 campi universitários. As manifestações começaram a se espalhar pelos EUA em 22 de abril de 2024, quando estudantes de várias universidades da Costa Leste — incluindo a Universidade de Nova Iorque, a Universidade Yale, o Emerson College, o Instituto de Tecnologia de Massachusetts (MIT) e a Universidade Tufts — iniciaram ocupações de campi, enfrentando prisões em massa em Nova Iorque e Yale. Nos dias seguintes, protestos surgiram por todo o país, com acampamentos estabelecidos em mais de 40 campi. Em 25 de abril, ocorreram prisões em massa no Emerson College, na Universidade do Sul da Califórnia e na Universidade do Texas em Austin.
A repressão continuou em 27 de abril, resultando em cerca de 275 prisões na Washington, na Northeastern, na Arizona State e na Universidade de Indiana em Bloomington. Vários professores foram detidos na Universidade Emory, e na Universidade Washington em St. Louis, funcionários da universidade também foram presos. Em 28 de abril, contraprotestos ocorreram no MIT, na Universidade da Pensilvânia e na Universidade da Califórnia em Los Angeles (UCLA). Em 30 de abril, cerca de 300 manifestantes foram presos na Universidade de Columbia e no City College de Nova Iorque, e contramanifestantes pró-Israel atacaram a ocupação do campus da UCLA. No dia seguinte, mais de 200 prisões foram realizadas na UCLA.
Centenas de prisões ocorreram em maio, destacadamente no Instituto de Arte de Chicago, na Universidade da Califórnia em San Diego, no Fashion Institute of Technology em Nova Iorque, e na Universidade da Califórnia em Irvine. Em 20 de maio, a primeira greve de trabalhadores acadêmicos ocorreu em campi na Califórnia, na UC Santa Cruz, seguida pela UC Davis e pela UCLA em 28 de maio. Os protestos encerraram-se com o fechamento das universidades para o verão.

### Exigências dos manifestantes
Muitos dos protestos envolveram estudantes exigindo que suas instituições cortassem laços financeiros com Israel e com empresas envolvidas no conflito, bem como o fim do apoio militar dos Estados Unidos a Israel, como parte do movimento Boicote, Desinvestimento e Sanções (BDS). Alguns protestos também demandaram que as universidades rompessem laços acadêmicos com Israel, apoiassem um cessar-fogo em Gaza e divulgassem seus investimentos. As exigências dos estudantes variaram entre as diferentes ocupações, incluindo que as universidades parassem de aceitar verbas de pesquisa de Israel que apoiassem o setor militar e que os fundos de endowments deixassem de investir com gestores que lucram com entidades israelenses.
Os estudantes manifestantes exigiram que a Universidade de Columbia desinvestisse financeiramente de qualquer empresa com laços comerciais com o governo israelense, incluindo Microsoft, Google e Amazon. O grupo NYU Alumni for Palestine pediu que a Universidade de Nova Iorque "encerrasse todos os contratos com fornecedores que desempenham papéis ativos na ocupação militar da Palestina e no genocídio em curso em Gaza, especificamente Cisco, Lockheed Martin, Caterpillar e General Electric". Manifestantes pró-palestinos demandaram que a Universidade de Washington cortasse relações com a Boeing. Estudantes da Universidade de Vermont exigiram o cancelamento de um discurso de formatura planejado por Linda Thomas-Greenfield.
Após várias prisões em massa, as demandas também passaram a incluir anistia para estudantes e professores que foram disciplinados ou demitidos por protestar. Os protestos em muitos campi foram organizados por coalizões de grupos estudantis, sendo em grande parte independentes, embora alguns tenham afirmado que se inspiraram em outros protestos universitários. Todos rejeitaram o uso de violência.

## Impacto

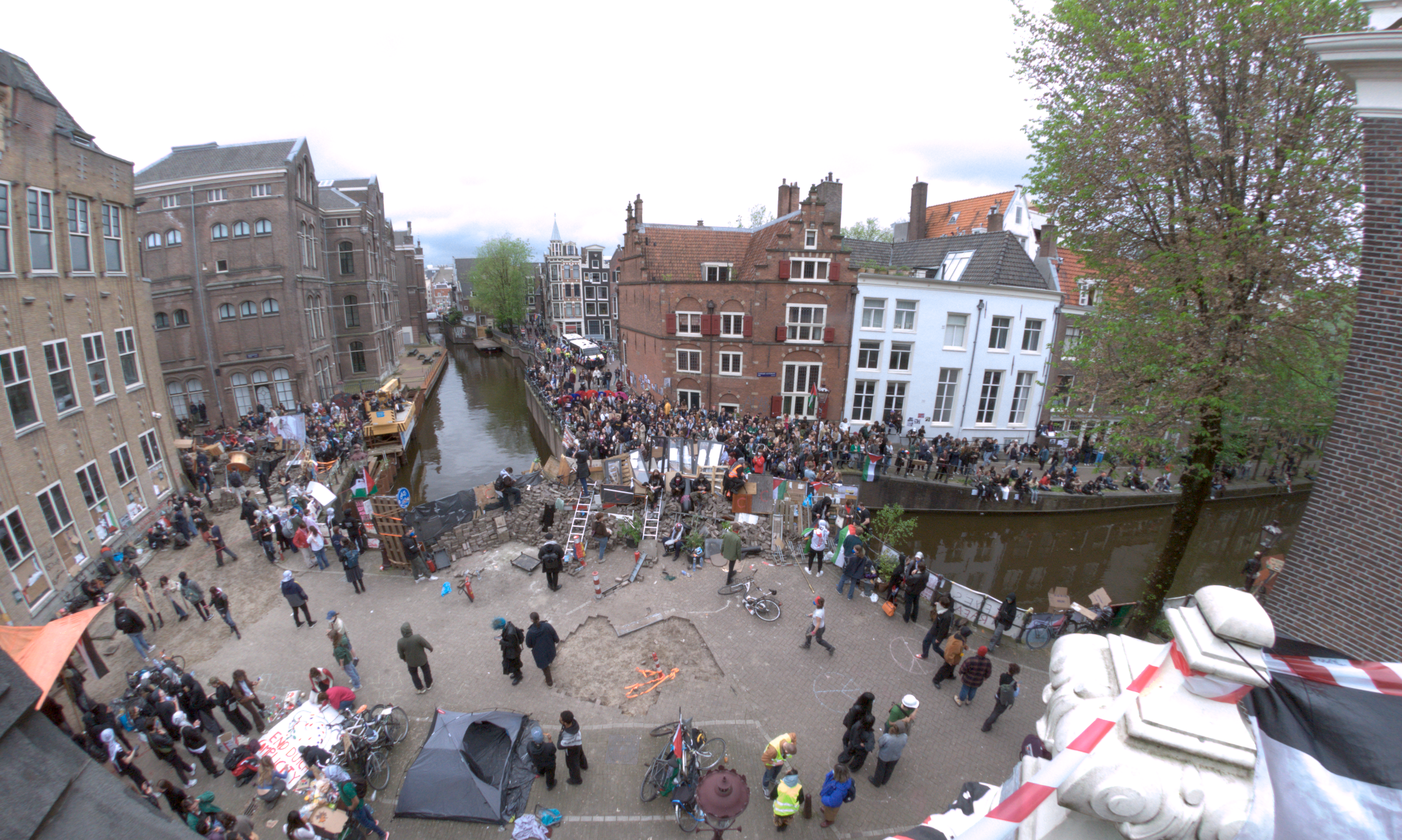
Visão geral das barricadas na Universidade de Amsterdã. Após uma série de protestos de ocupação, a universidade fechou por dois dias em 13 de maio.

### Fechamentos, cancelamentos e protestos em formaturas
Em abril de 2024, as ocupações levaram ao fechamento da Universidade de Columbia e da Cal Poly Humboldt pelo restante do semestre, e professores na Califórnia, Geórgia e Texas iniciaram votações de desconfiança. Columbia, Cal Poly Humboldt e a Universidade do Sul da Califórnia cancelaram suas cerimônias de formatura previstas para maio. Em 13 de maio, a Universidade de Amsterdã fechou por dois dias após novas ocupações no campus.
Em maio, protestos durante cerimônias de formatura ocorreram na Universidade de Michigan, na Universidade Northeastern, na Universidade de Illinois em Chicago, na Universidade de Indiana, na Universidade da Commonwealth de Virgínia, na Universidade de Wisconsin-Madison, na Universidade da Carolina do Norte e na Universidade da Califórnia em Berkeley. Após demandas dos manifestantes, a Universidade de Vermont cancelou a participação de sua oradora na cerimônia de formatura, a embaixadora dos EUA na ONU, Linda Thomas-Greenfield. Em 1º de junho, estudantes realizaram uma saída coletiva durante a cerimônia de formatura da Universidade de Chicago, e saídas semelhantes ocorreram nas formaturas da Universidade de Harvard, do Instituto de Tecnologia de Massachusetts (MIT) e em outros locais. Em abril, um grupo estudantil pró-palestino venceu as eleições para o governo estudantil da Universidade de Michigan. Em agosto, o governo estudantil votou por congelar o financiamento de clubes estudantis até que a universidade atendesse às demandas de desinvestimento dos ativistas.

### Desinvestimento por universidades
Em 28 de abril, a Universidade Estadual de Portland (PSU) anunciou a suspensão de seus laços financeiros com a Boeing, incluindo doações e subsídios, devido às suas conexões com Israel. A presidente da PSU, Ann Cudd [en], escreveu em uma carta à comunidade universitária que "a paixão com que essas demandas estão sendo expressas repetidamente por alguns em nossa comunidade é motivadora". Em 6 de maio, o Trinity College Dublin, na Irlanda, concordou em encerrar seus investimentos em empresas israelenses listadas na "lista negra" do Conselho de Direitos Humanos das Nações Unidas, após a montagem de um acampamento na Praça dos Fellows. Isso incluiu três das 13 empresas israelenses nas quais o fundo de endowment da universidade havia investido.
A Universidade de Helsinque, na Finlândia, suspendeu os intercâmbios estudantis com universidades israelenses em 21 de maio, após duas semanas de protestos no campus. Em 28 de maio, a Universidade de Copenhague, na Dinamarca, anunciou que deixaria de investir em empresas que operam na Cisjordânia ocupada, desinvestindo no dia seguinte US$ 145.810 em participações da Airbnb, Booking.com e eDreams [en]. Em 31 de maio, após uma investigação, a Universidade de Gante, na Bélgica, rompeu laços com universidades e instituições de pesquisa israelenses, citando "preocupações quanto às conexões entre instituições acadêmicas israelenses e o governo, militares ou serviços de segurança de Israel". Duas semanas antes, a universidade já havia cortado relações com três instituições israelenses, alegando incompatibilidade com a política de direitos humanos de Israel. Em 11 de junho, a Universidade de Waterloo, em Ontário, Canadá, atendeu às demandas dos manifestantes ao concordar em considerar os direitos humanos em suas decisões de investimento.
No final de agosto de 2024, a Universidade Estadual de São Francisco iniciou o processo de desinvestimento de quatro fabricantes de armas envolvidas na guerra. No mês seguinte, a Coalizão do MIT para a Palestina anunciou que o MIT encerraria o Fundo Semente MIT-Lockheed Martin, um programa que financiava colaborações entre o MIT e universidades israelenses. A coalizão afirmou que essa foi "a primeira parceria conhecida entre um fabricante de armas americano-israelense a ser encerrada em uma universidade americana desde o início da guerra em Gaza". Em novembro de 2024, o Institut d'études politiques de Strasbourg declarou que romperia laços com a Universidade Reichman, em Israel, devido à sua postura "belicista" em relação a Gaza.

### Negociações com manifestantes

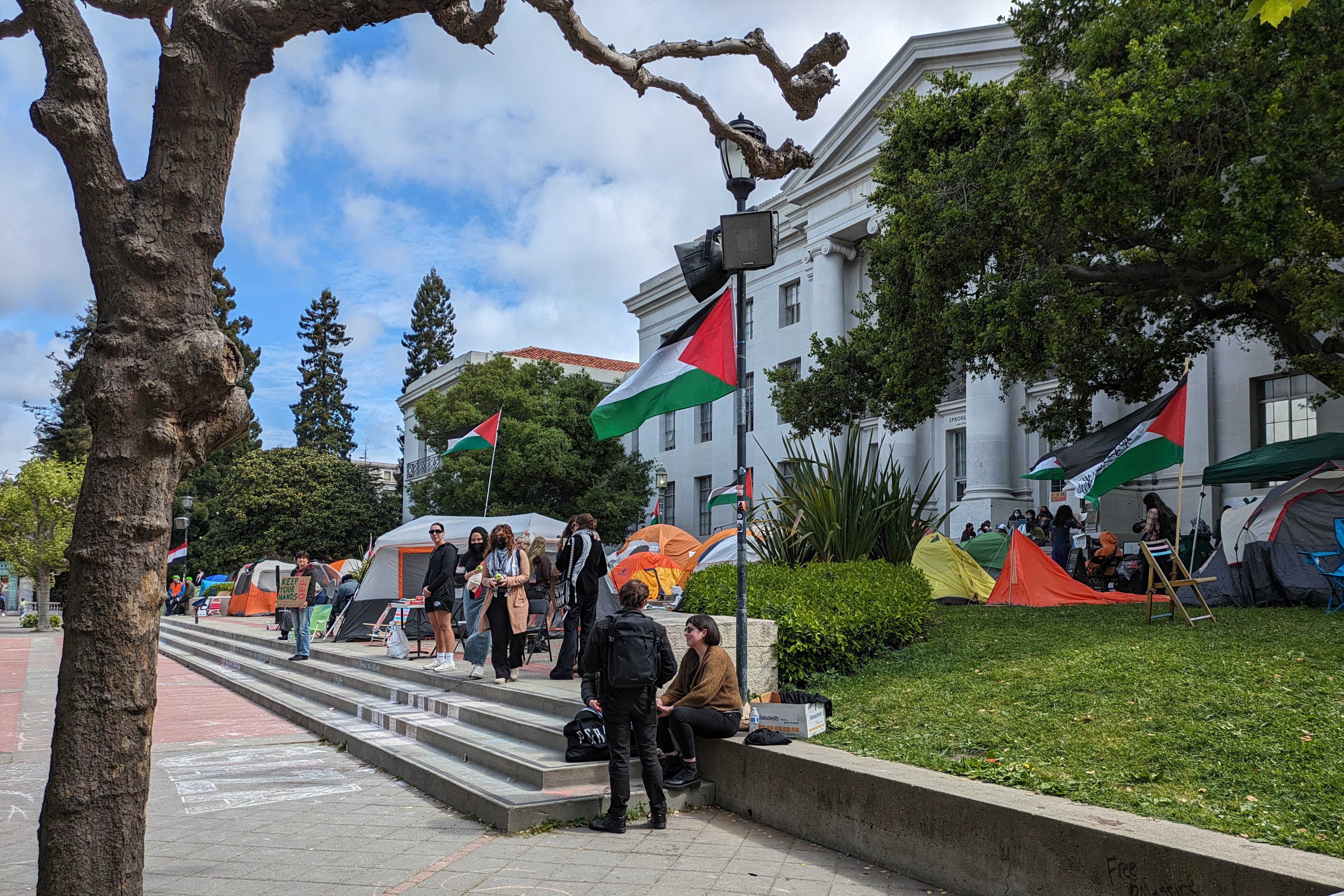
Na Universidade da Califórnia em Berkeley, o acampamento foi desmontado após um acordo com a universidade.

Outras universidades afirmaram que considerariam as demandas de desinvestimento relacionadas a empresas afiliadas a Israel. Algumas se comprometeram a divulgar seus investimentos e a aumentar a conscientização sobre a Palestina. Universidades que chegaram a acordos com manifestantes sobre certas demandas, para que os acampamentos fossem desmontados, incluíram a Universidade Northwestern em 29 de abril; a Universidade Brown e o Evergreen State College [en] em 30 de abril; a Universidade de Minnesota em 1º de maio; a Universidade Rutgers em 2 de maio; o Goldsmiths, Universidade de Londres [en] e a Universidade da Califórnia em Riverside [en] em 3 de maio; a Universidade Thompson Rivers em 4 de maio; e a Universidade da Califórnia em Berkeley em 14 de maio. A Universidade Wesleyan permitiu a continuidade dos acampamentos no campus, e na Universidade de Barcelona, o Senado votou por romper laços com Israel.
Em 15 de maio, o acampamento de protesto na Universidade de Harvard foi encerrado após a administração concordar em discutir as demandas dos manifestantes e revogar a suspensão de 20 estudantes. Na Universidade Estadual da Califórnia, o presidente do campus Sonoma State, Mike Lee, foi afastado após concordar em buscar o desinvestimento de Israel "sem as aprovações apropriadas". Em 23 de maio, a Universidade de Sydney tornou-se a primeira universidade australiana a aceitar certas demandas, comprometendo-se a divulgar mais detalhes sobre subsídios de pesquisa, sujeitos a requisitos de confidencialidade, para aumentar a transparência.
Estudantes da The New School adotaram uma estratégia única, combinando escaladas em seu acampamento com negociações com a administração. Em vez de aceitar que as negociações só continuariam se as escaladas cessassem, os organizadores intensificaram os protestos e ofereceram interrompê-las em troca de concessões durante as negociações, fortalecendo sua posição. Embora a polícia tenha eventualmente desmontado o acampamento, a ação gerou críticas de professores e decanos, exigindo o fechamento do campus por um dia. Os estudantes da The New School conseguiram a criação de um comitê consultivo de investimentos e uma votação subsequente dos curadores sobre investimentos no outono.

### Greves nos campi da Califórnia
Em 15 de maio, membros do Local 4811 da United Auto Workers, o sindicato que representa 48 mil estudantes de pós-graduação em 10 campi do sistema da Universidade da Califórnia, votaram pela autorização de uma greve. A decisão foi motivada por mudanças injustas nas políticas da universidade, discriminação contra estudantes que exerciam seu direito à liberdade de expressão e a criação de um ambiente de trabalho inseguro ao permitir ataques a manifestantes. A autorização não garantia a realização da greve, mas permitia que o conselho executivo a convocasse a qualquer momento.
A greve teve início na UC Santa Cruz em 20 de maio. Membros e líderes do sindicato declararam que não estavam lecionando, corrigindo provas nem fornecendo dados, e que continuariam assim até chegarem a um acordo com os administradores da universidade. A paralisação foi, em parte, um protesto contra as prisões de manifestantes pró-palestinos na UCLA, na UC Irvine e na UC San Diego. O sistema da UC reagiu buscando uma liminar contra o sindicato, declarando a paralisação ilegal. Em 23 de maio, a Comissão de Relações de Emprego Público da Califórnia [en] negou o pedido de liminar. A greve se estendeu à UCLA e à UC Davis em 28 de maio, com planos de expansão para a UC Santa Barbara, UC San Diego e UC Irvine a partir da semana de 3 de junho.

## Participantes

### Organizadores e ideologias
Os participantes incluíam estudantes, professores e pessoas não afiliadas de diversas origens, incluindo judeus e muçulmanos. Ativistas pró-palestinos em Columbia afirmaram que seu movimento é antissionista, e vários protestos nos campi foram organizados por grupos antissionistas. Alguns dos protestos foram coordenados por organizações como Students for Justice in Palestine (SJP), Jewish Voice for Peace, IfNotNow e os Young Democratic Socialists of America. Segundo o The Jerusalem Post, em uma coletiva de imprensa, manifestantes em Harvard chamaram o movimento de ocupação dos campi de "intifada estudantil", termo que foi ecoado por manifestantes na Universidade George Washington, na Universidade Stanford, na Universidade de Indiana em Bloomington, e por palestinos em Gaza, enquanto pediam uma escalada nos protestos. Os manifestantes também identificaram uma ampla gama de ideologias que os motivavam, como antirracismo, interseccionalidade, anticolonialismo, anti-imperialismo, abolicionismo de polícia e prisões, ecossocialismo, direitos indígenas e liberdade de expressão.
Os manifestantes criticaram Joe Biden e o apoio de sua administração a Israel [en]. Os protestos incluíram aulas públicas, orações inter-religiosas e apresentações musicais. Alguns protestos convidaram pessoas para visitas ou palestras, como o fotojornalista palestino Motaz Azaiza [en], que foi convidado e visitou o protesto em Columbia. A ativista palestina Linda Sarsour [en] declarou: "Esses jovens estão reafirmando e demonstrando que a maré está mudando em relação à Palestina, que o povo palestino tem solidariedade não apenas nos Estados Unidos, mas em todo o mundo".
No final de 2023, capítulos do SJP foram banidos ou suspensos na Universidade Brandeis, na Universidade de Columbia, e na Universidade Rutgers. Na Flórida, capítulos foram ordenados a se dissolver, resultando em processos federais relacionados à liberdade de expressão. Estudantes pró-palestinos também foram expostos publicamente por Accuracy in Media e Canary Mission em Harvard, Columbia e Yale.
Na Columbia, manifestantes que invadiram o Hamilton Hall escreveram slogans revolucionários (como "O poder político nasce do cano de uma arma [en]") em quadros-negros. Um grupo envolvido no movimento de protesto, Columbia University Apartheid Divest, passou a apoiar mais fortemente a resistência armada liderada pelo Hamas e os ataques de 7 de outubro ao longo de 2024. A líder do Within Our Lifetime [en], Nerdeen Kiswani, que chegou ao acampamento de Columbia em abril, pediu a libertação da Palestina "'por quaisquer meios necessários', incluindo resistência armada". Seu grupo surgiu do CUNY SJP [en], que em maio de 2024 alvejou o Museu do Brooklyn.

### "Agitadores externos"

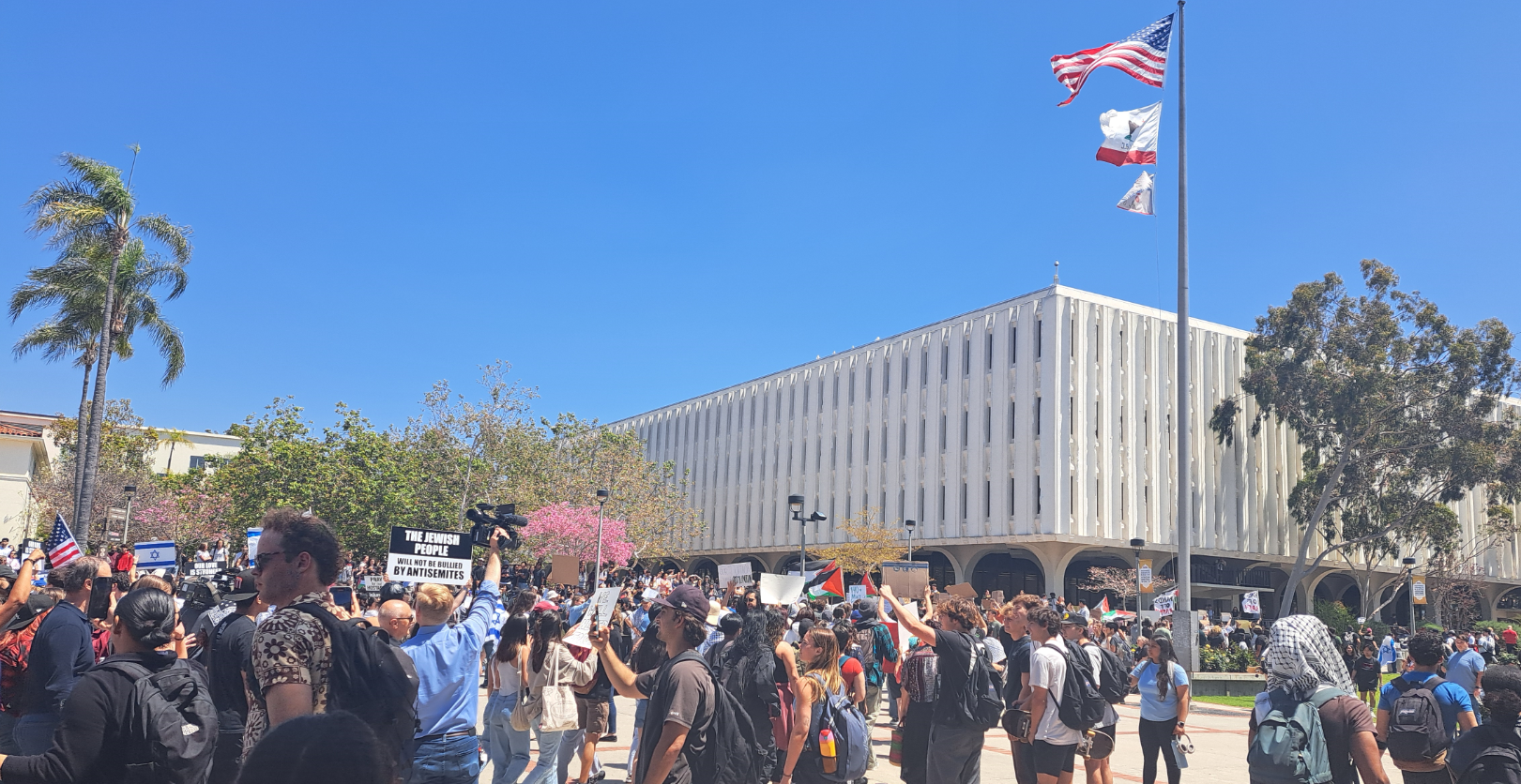
Manifestantes pró-palestinos marcham ao lado de contramanifestantes pró-Israel na Universidade Estadual de San Diego, 30 de abril.

Muitos manifestantes antissionistas usaram máscaras e keffiyehs, o que aumentou as preocupações de reitores e diretores de que pessoas externas haviam se infiltrado nos protestos. Os manifestantes expressaram temores de sofrer danos à reputação e à carreira caso fossem identificados.
Houve preocupação sobre a presença de grupos externos nos protestos. Durante prisões em Nova York em 2 de maio, a polícia anunciou que quase metade dos detidos na Columbia e no CCNY não estava afiliada a nenhuma das instituições. O prefeito Eric Adams afirmou que havia evidências de que agitadores externos e "profissionais", como Lisa Fithian [en] e a esposa de Sami Al-Arian [en], forneceram aos estudantes conhecimentos táticos e treinamento para intensificar os protestos.
Os manifestantes frequentemente rejeitaram as preocupações sobre "agitadores externos [en]", comparando-as às acusações semelhantes feitas contra o movimento dos direitos civis e criticadas por Martin Luther King Jr. em sua Carta da Prisão de Birmingham [en].

### Infiltração
Especialistas expressaram preocupação com tentativas de grupos de extrema-direita de se infiltrar nos protestos para causar danos, bem como com as reações subsequentes de ativistas militantes de extrema-esquerda alinhados ao movimento antifascista.
Avaliações de inteligência americanas concluíram que o Irã apoiou secretamente os protestos por meio de redes sociais, fazendo-se passar por estudantes e utilizando operativos que forneceram assistência financeira a alguns grupos de protesto, numa tentativa de fomentar divisões. No entanto, a Diretora de Inteligência Nacional Avril Haines afirmou que os cidadãos americanos estavam protestando "de boa-fé" e que essas informações "não indicavam o contrário". Relatos indicam que o Catar contribuiu com 4,7 bilhões de dólares para instituições acadêmicas dos EUA entre 2001 e 2021; Kenneth Marcus [en], do Centro Brandeis [en], sugeriu que isso pode ter influenciado a relutância dos administradores universitários em impor disciplina.

### Contramanifestantes
Agitadores de extrema-direita e nacionalistas brancos foram identificados em alguns protestos buscando semear caos e violência. Durante a ocupação do campus da UCLA [en], eles estavam entre os contramanifestantes pró-Israel que atacaram o acampamento. Um supremacista branco afiliado aos Proud Boys foi identificado entre os contramanifestantes, que receberam apoio de ativistas de extrema-direita em todo o país.

## Controvérsias

### Alegações de antissemitismo
Ver também
Vários protestos foram criticados por suposto antissemitismo. Alguns estudantes descreveram certos incidentes relatados nos protestos e nos campi como "ameaçadores" e disseram que se sentiam inseguros. Estudantes judeus foram alvo por causa de sua fé, por usarem símbolos judaicos ou por serem acusados de sionistas e, consequentemente, visados. Alguns estudantes judeus também afirmaram que os protestos criaram um clima de medo e ódio nos campi. De acordo com o The Jerusalem Post, uma pesquisa realizada pela Hillel com estudantes judeus em universidades com acampamentos revelou que a maioria se sentia insegura devido aos acampamentos. 72% dos entrevistados queriam que eles fossem desmantelados, e 61% consideraram a linguagem usada nos protestos como antissemita. O Departamento de Educação dos EUA concluiu que a Universidade de Michigan e a CUNY falharam em avaliar se os protestos criaram um ambiente hostil.

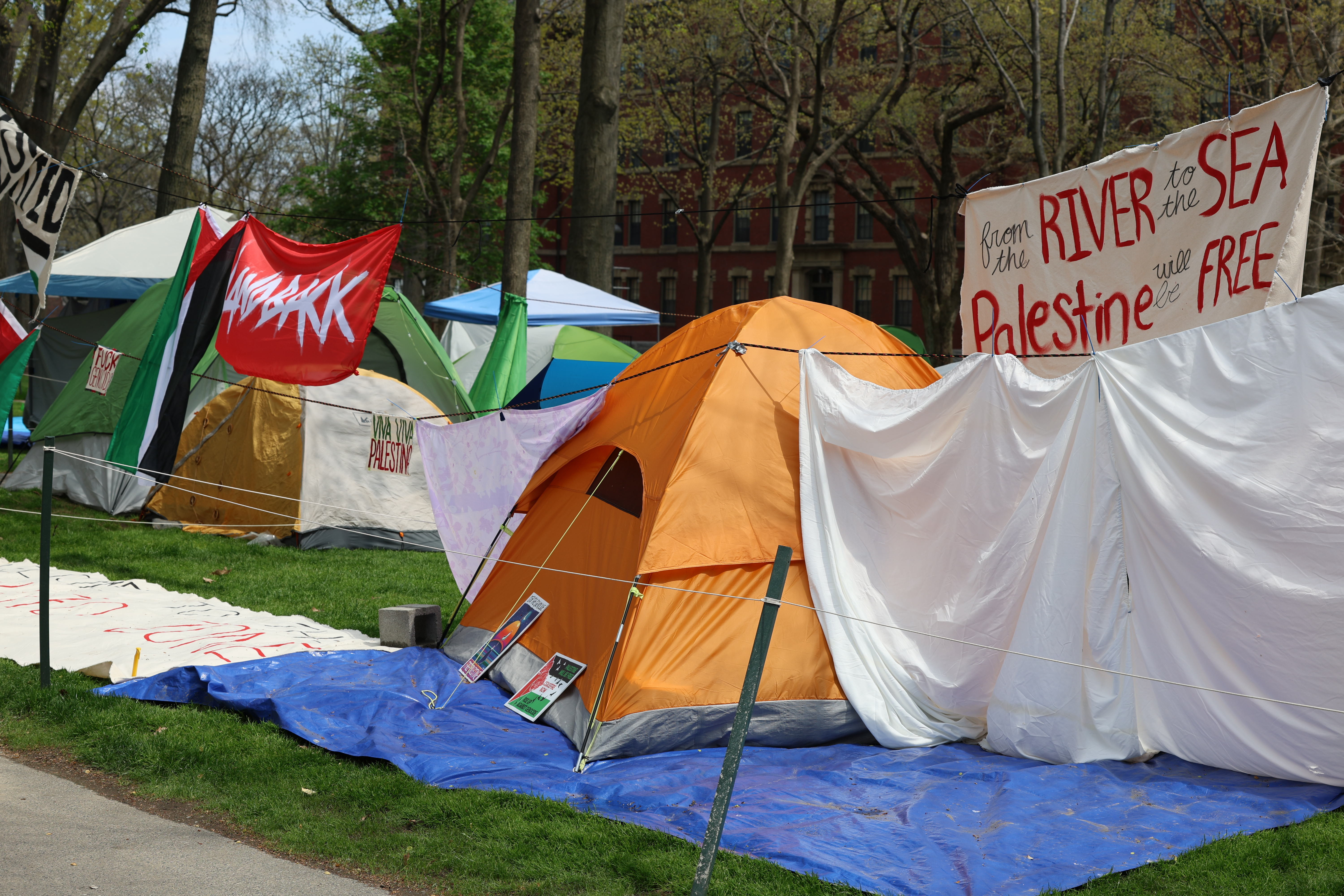
Acampamento na Universidade Harvard com a faixa "do rio ao mar, a Palestina será livre" (canto superior direito). Segundo o The Guardian, o slogan frequentemente chama pela destruição de Israel, incluindo sua população judaica.

Apoiadores de Israel e alguns estudantes afirmaram que a palavra "intifada", a frase "do rio ao mar" e cânticos comparando Israel e o sionismo ao nazismo eram antissemitas. Outros, incluindo estudantes judeus, argumentaram contra a fusão entre antissemitismo e antissionismo, dizendo que essa acusação era usada para suprimir o debate. Estudantes judeus e pró-palestinos afirmaram que os protestos não eram antissemitas. O The Guardian observou que os incidentes de antissemitismo pareciam ser "relativamente isolados" e mais prováveis de ocorrer quando não estudantes participavam de um protesto paralelo. Grupos estudantis pró-palestinos nos protestos foram rápidos em condenar declarações inflamatórias.
Alguns estudantes judeus pró-palestinos disseram que enfrentaram antissemitismo de ativistas pró-Israel. Alguns comentaristas e políticos, incluindo o prefeito Eric Adams, a deputada federal Virginia Foxx e o vice-comissário de operações da NYPD Kaz Daughtry [en], promoveram uma teoria da conspiração de que George Soros ou alguma figura anônima financiou os acampamentos de protesto ao comprar tendas da mesma marca para muitos manifestantes. Na verdade, a semelhança entre as tendas dos acampamentos se devia a descontos e promoções de varejistas online de produtos específicos.
No outono de 2024, cânticos como "Desinvestir!" e "Cessar-fogo agora!" teriam evoluído para endossos mais explícitos ao Hamas, Hezbollah e Houthis. Alguns manifestantes usaram slogans como "Glória à resistência!", chamaram os ataques de 7 de outubro de "Dilúvio de Al-Aqsa", celebraram Yahya Sinwar e usaram o triângulo vermelho invertido do Hamas. Aidan Herzlinger, vice-presidente do capítulo da Hillel no Baruch College, disse que estudantes que participaram de um banquete da Hillel na faculdade foram chamados de "assassinos de bebês" e "terroristas".
Em novembro de 2024, centenas de cartazes retratando membros do corpo docente como "procurados" foram espalhados pelo campus da Universidade de Rochester. Alguns dos cartazes acusaram um docente judeu de limpeza étnica e de contribuir para o deslocamento de palestinos; outros acusaram um docente de racismo, discurso de ódio e intimidação. A presidente da universidade, Sarah Mangelsdorf, classificou o incidente como um ato de antissemitismo.

### Alegações de antipalestinianismo e islamofobia
Manifestantes pró-palestinos e seus apoiadores criticaram a postura de diversas administrações universitárias, alegando que elas perpetuam uma "exceção Palestina [en]" à liberdade acadêmica. Estudantes pró-palestinos e seus aliados expressaram preocupações sobre o  antipalestinismo e a islamofobia. Investigações foram iniciadas pelo Departamento de Educação dos Estados Unidos nas universidades de Columbia, Emory, Carolina do Norte e UMass Amherst, em resposta à atuação das administrações frente aos protestos e à defesa estudantil desde o início da guerra.

### Violência nos protestos
Um estudo conduzido pelo Projeto de Localização e Dados de Eventos de Conflitos Armados [en] (ACLED) revelou que 97% dos protestos foram pacíficos, e quase metade dos que se tornaram violentos envolveu confrontos entre manifestantes e forças policiais durante intervenções.
Segundo autoridades da Universidade Vanderbilt, um segurança ficou ferido quando manifestantes invadiram um prédio administrativo, resultando na expulsão dos três estudantes que lideraram o ato. Imagens de vídeo mostraram os estudantes forçando a entrada no edifício e empurrando um guarda contra o batente de uma porta, causando lesões que o afastaram do trabalho por duas semanas. Os estudantes negaram ter usado violência, classificando seu protesto como pacífico.
Estudantes e jornalistas estudantis também sofreram violência por parte de contramanifestantes. Na Universidade Columbia, um manifestante foi preso e internado após um contramanifestante avançar com seu carro contra um grupo de piqueteiros. Na Universidade da Pensilvânia, contramanifestantes se aproximaram do acampamento com facas e, em outro incidente, borrifaram uma mistura química nas tendas, alimentos e pertences dos manifestantes.
O presidente da Câmara dos EUA, Mike Johnson, e os senadores Tom Cotton e Josh Hawley, solicitaram o envio da Guarda Nacional aos campi universitários, medida que o jornalista Adam Serwer [en] e Laurel Krause, irmã de Allison Krause, vítima do Massacre de Kent State, caracterizaram como uma referência a episódios passados de violência contra estudantes, como os massacres de Kent State e Massacre de Jackson State [en].

#### Ataque pró-Israel na UCLA

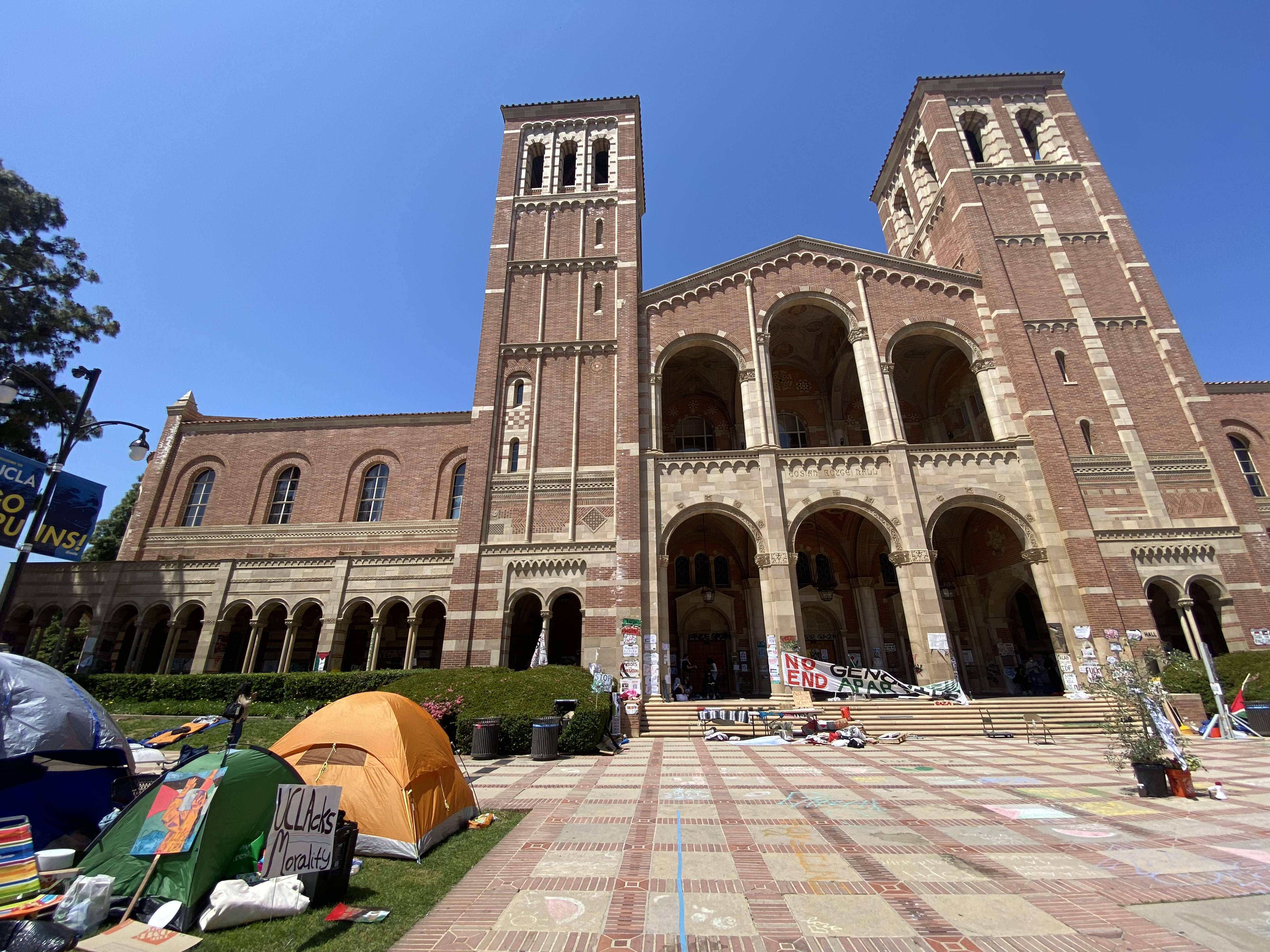
A ocupação no campus da UCLA em 30 de abril, dia em que foi atacada por contramanifestantes pró-Israel.

Em 1º de maio de 2024, por volta das 22h50, um grupo pró-Israel atacou o acampamento de manifestantes pró-palestinos [en] na Universidade da Califórnia em Los Angeles (UCLA) por quase quatro horas, tentando romper as barricadas que o cercavam. Os agressores, supostamente vindos de fora do campus, portavam bandeiras de Israel e atacaram estudantes com bastões, pedras, varas, cercas de metal e spray de pimenta. Eles tocaram áudios altos de uma criança chorando, jogaram madeira e uma barreira de metal no acampamento e lançaram pelo menos seis fogos de artifício, incluindo um diretamente contra um grupo de manifestantes que carregava feridos.
Uma investigação em vídeo sugeriu que os manifestantes pró-palestinos não iniciaram o confronto, mas agiram em defesa. Os contramanifestantes pediram uma "Segunda Nakba", em referência à limpeza étnica dos palestinos em 1948, e tocaram o hino nacional de Israel e a música Harbu Darbu em alto-falantes durante o ataque. Segundo o The Guardian, entre os contramanifestantes estavam vários ativistas de extrema-direita envolvidos em campanhas anti-LGBTQ+ e antivacina [en]. O Boston Review relatou que contramanifestantes sionistas se uniram a supremacistas brancos e neonazistas, destacando que "um neonazista foi ouvido gritando 'estamos aqui para terminar o que Hitler começou', sem aparente objeção dos autoidentificados sionistas".

### Vandalismo e danos materiais
Na Universidade Estadual de Portland, manifestantes danificaram computadores e móveis durante a ocupação da biblioteca do campus. Na Universidade Columbia, janelas foram quebradas pelos manifestantes durante a ocupação do Hamilton Hall. Policiais e trabalhadores municipais destruíram tendas, bandeiras e outros suprimentos do acampamento da Universidade da Pensilvânia [en] ao desmontá-lo. Na Universidade George Washington, manifestantes picharam uma estátua de seu homônimo, o presidente George Washington. A estátua foi envolta com lenços e bandeiras palestinas, e as palavras "Universidade Belicista Genocida" foram pintadas com spray em sua base.
Estudantes substituíram bandeiras dos EUA por bandeiras palestinas em mastros de várias universidades. Em Pátio de Harvard [en], manifestantes estudantis afixaram três bandeiras palestinas no topo da estátua de John Harvard [en] em 27 de abril. A substituição das bandeiras dos EUA gerou indignação de algumas autoridades, como o prefeito de Nova York, Eric Adams. Em resposta, as administrações universitárias e as forças policiais intervieram para remover as bandeiras palestinas e restaurar as bandeiras dos EUA em suas posições originais.

## Respostas e reações

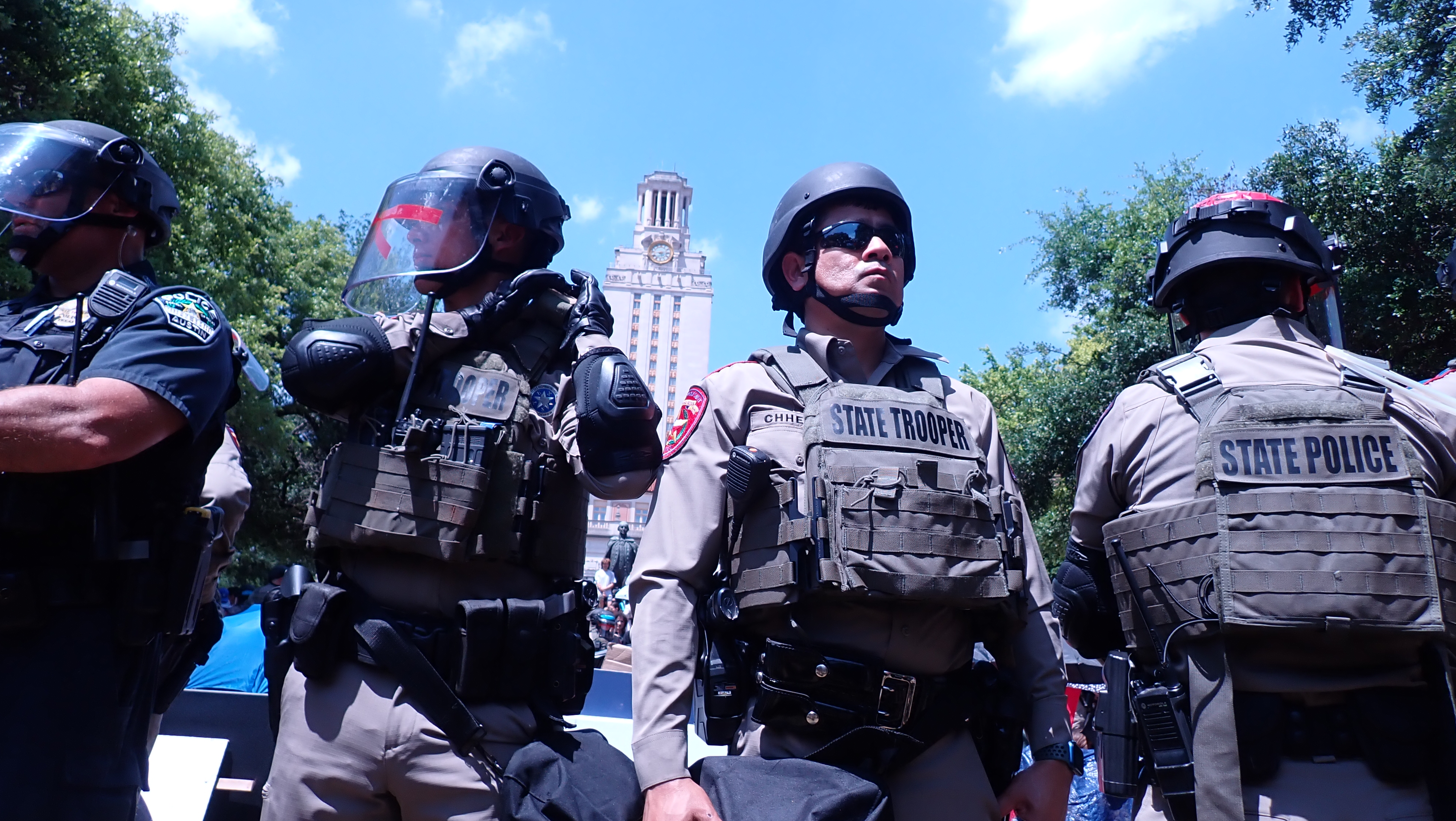
Tropas estaduais ocupam partes do campus da UT Austin para enfrentar manifestantes, abril de 2024.

Com mais de 3.100 manifestantes presos, universidades suspenderam e expulsaram estudantes manifestantes [en], em alguns casos desalojando-os de moradias no campus, e recorreram à polícia para dissolver ocupações à força.
A maioria das universidades que enfrentou protestos com acampamentos na primavera tentou negociar a desmobilização, frequentemente ameaçando intervenções policiais para forçar um acordo. Muitas iniciaram processos disciplinares contra os manifestantes, acusando-os de violar códigos de conduta estudantil. Departamentos de polícia empregaram diversas táticas, como dispersar multidões com cavalos e policiais em equipamento antimotim, usar balas de pimenta, tasers, prisões em massa, e gás lacrimogêneo, desmantelar acampamentos não autorizados, e agredir estudantes e professores. A polícia também agrediu, prendeu e restringiu o acesso de alguns jornalistas durante a cobertura dos protestos. Alguns membros do Partido Democrata e organizações de direitos humanos criticaram a resposta policial. Até o outono de 2024, muitas universidades reforçaram suas restrições a protestos, incluindo mais de 100 instituições, e várias proibiram acampamentos em seus terrenos.
Mais de 200 grupos expressaram apoio aos protestos, assim como o senador dos EUA Bernie Sanders, vários membros do Congresso, diversos sindicatos, centenas de funcionários de universidades no Reino Unido, e o líder supremo do Irã, Ali Khamenei. Os protestos foram condenados por líderes como o presidente Joe Biden, o primeiro-ministro dos Países Baixos, Mark Rutte, o primeiro-ministro de Israel, Benjamin Netanyahu, o primeiro-ministro da Austrália, Anthony Albanese, e o primeiro-ministro do Reino Unido, Rishi Sunak, enquanto o primeiro-ministro do Canadá, Justin Trudeau, expressou preocupações.

## Pesquisas de opinião e referendos
Um referendo sobre desinvestimento realizado em maio de 2024 na Universidade DePaul resultou em 91% dos votos a favor do desinvestimento. Em abril de 2024, o Columbia College votou sobre três questões de desinvestimento. A primeira perguntava se Columbia deveria desinvestir de Israel, a segunda se deveria cancelar o programa do Centro Global de Tel Aviv, e a terceira se deveria encerrar o programa de duplo diploma com a Universidade de Tel Aviv. As propostas foram aprovadas por 76%, 68% e 65%, respectivamente, com 40% de participação dos eleitores. Estudantes da Universidade da Pensilvânia votaram 73% a favor da divulgação de todos os investimentos do fundo da escola e 63% a favor do fim da relação da universidade com a Ghost Robotics, com 22% de participação eleitoral.
De acordo com uma pesquisa da YouGov divulgada em 3 de maio de 2024, 47% dos americanos se opuseram aos protestos nos campi, enquanto 28% os apoiaram. Entre os muçulmanos americanos, 75% apoiaram os protestos contra 14% que se opuseram, enquanto 72% dos judeus americanos foram contra e 18% a favor. Adultos com menos de 45 anos foram mais propensos a apoiar os protestos do que os mais velhos. Além disso, 33% acharam que a resposta aos protestos não foi suficientemente dura, 16% consideraram-na excessiva e 20% a julgaram adequada. Entre os americanos acima de 45 anos, 48% acharam a resposta branda demais, contra apenas 16% dos menores de 45 anos.
Segundo uma pesquisa do Axios publicada em 7 de maio de 2024, 8% dos estudantes universitários participaram dos protestos. Sobre a destruição em Gaza [en], 34% culparam o Hamas, 19% o Netanyahu, 12% o povo israelense e 12% Biden. Além disso, 81% dos estudantes apoiaram responsabilizar os manifestantes por danos à propriedade e ocupações ilegais de prédios, 67% consideraram inaceitável a ocupação de edifícios no campus, 58% reprovaram a recusa em dispersar e 90% se opuseram ao bloqueio de estudantes pró-Israel. Os estudantes tenderam a apoiar mais os acampamentos pró-palestinos, com 45% a favor (forte ou moderadamente), 30% neutros e 24% contra (forte ou levemente). Entre os que participaram de protestos anti-Israel, 58% disseram que não seriam amigos de alguém que marchasse por Israel, enquanto 64% dos que marcharam a favor de Israel afirmaram que ainda seriam amigos de manifestantes anti-Israel.
Em uma pesquisa do Data for Progress em colaboração com o Zeteo, divulgada em 8 de maio de 2024, 55% dos democratas, 36% dos republicanos e 46% de todos os prováveis eleitores desaprovaram a limitação dos direitos dos estudantes de protestar contra as operações militares de Israel, enquanto 32% dos democratas, 49% dos republicanos e 40% dos eleitores em geral aprovaram tais restrições. No geral, 40% aprovaram e 42% desaprovaram os protestos.
No Canadá, 19% dos entrevistados apoiaram os manifestantes, enquanto 48% se opuseram aos protestos.

## Análise

### Comparações

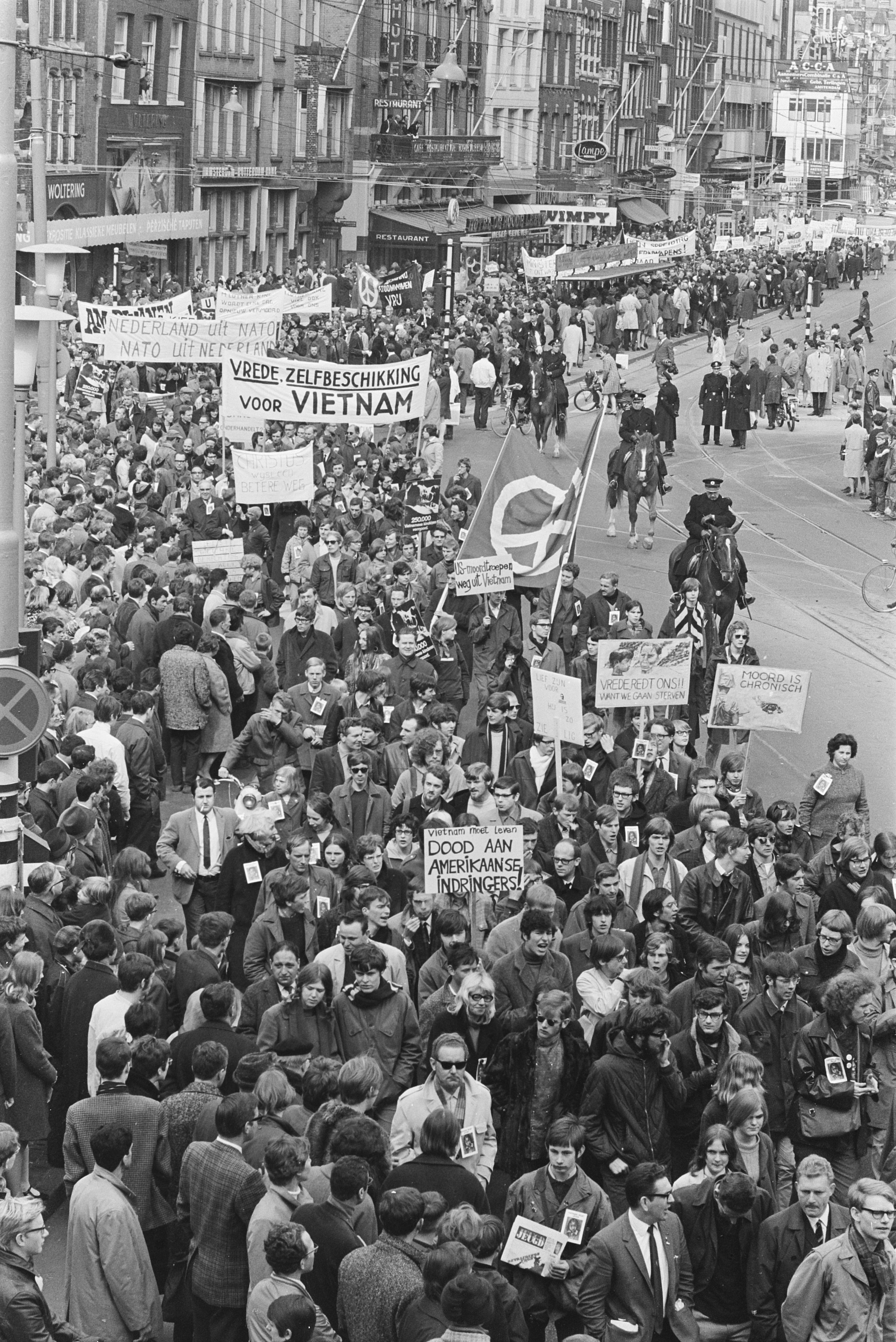
Manifestações contra a Guerra do Vietnã em Amsterdã, 1968.

O The Guardian descreveu os protestos como "talvez o mais significativo movimento estudantil desde os protestos nos campi contra o Vietnã no final dos anos 1960". Os protestos em Columbia foram comparados aos protestos de 1968 [en] devido à sua escala e táticas, sendo vistos como ecos desse movimento. Segundo o The Independent, os manifestantes estudaram o movimento de 1968. Um estudante de graduação da Columbia afirmou que os organizadores aprenderam com as gerações mais velhas, descrevendo o movimento como "totalmente construído" sobre o legado dos protestos de 1968. Mark Rudd [en], que liderou protestos contra a Guerra do Vietnã em Columbia na década de 1960, declarou: "Para mim, é a coisa mais normal do mundo olhar para o assassinato de 34.000 pessoas e o deslocamento de quase 2 milhões em Gaza e dizer: 'Ei, parem!'". Laurel Krause, irmã de Allison Krause [en], vítima do Massacre de Kent State [en], afirmou que não apenas apoiava os protestos e pedia aos líderes universitários que ouvissem suas demandas, mas também condenou a resposta militarizada das autoridades para dispersá-los, destacando que isso colocava em risco a vida e o direito à livre expressão dos estudantes.
Ex-líderes estudantis de Columbia da era dos protestos contra o apartheid [en] na década de 1980, como o cofundador do BDS Omar Barghouti e a historiadora Barbara Ransby [en], afirmaram que as "questões interligadas de guerra, racismo e colonialismo" foram pontos centrais nos movimentos de 1968, dos anos 1980 e de 2024, destacando claras semelhanças entre esses períodos. O The New York Times relatou que alguns estudiosos consideraram os protestos marcadamente diferentes daqueles contra a Guerra do Vietnã ou o apartheid na África do Sul. Segundo Timothy Naftali [en], os protestos contra o Vietnã na década de 1960 não geraram um grupo que se sentisse atacado por sua etnia, e os protestos pró-palestinos criaram "uma sensação de insegurança de maneira muito mais significativa do que as manifestações antiguerra durante o Vietnã". O dono do New England Patriots, Robert Kraft, afirmou que frases como "Volte para a Polônia" e "parem de matar crianças", que, segundo o capítulo Chabad da Universidade Columbia, foram gritadas contra estudantes judeus, eram "ecos adicionais das forças que ajudaram a dar origem aos nazistas".

### Críticas políticas
Influenciadores de extrema direita e alguns republicanos caracterizaram os protestos como violentos, uma "tomada marxista" e "terrorismo". O jornal The New York Times opinou que os protestos ocorreram em um ano de eleições presidenciais no qual os democratas haviam "se apoiado em promessas de estabilidade e normalidade para vencer eleições recentes cruciais", e que os protestos representaram uma oportunidade para os republicanos dividirem o Partido Democrata por meio de mensagens políticas. O mesmo jornal publicou um artigo citando organizações como NewsGuard, o Instituto de Diálogo Estratégico [en], a Fundação para a Defesa das Democracias [en], o Australian Strategic Policy Institute e a Recorded Future sobre como a mídia da Rússia, da China e do Irã cobriu os eventos. A conclusão foi que esses países realizaram esforços abertos e encobertos para explorar os protestos, com o objetivo de desacreditar a democracia, intensificar tensões partidárias, criticar o presidente Biden antes das eleições presidenciais de 2024, apoiar Trump e manifestar solidariedade ao Hamas e aos palestinos em geral.
Tanto a professora de jornalismo da Universidade Columbia, Helen Benedict [en], quanto o professor de ciência política da Universidade Johns Hopkins, Daniel Schlozman, observaram que a obsessão republicana em criticar as universidades como redutos de ideologia esquerdista levou à representação dos protestos como exemplos de radicalismo em questões de raça e gênero, uma estratégia para dividir os democratas. Um editor da revista Jewish Currents descreveu o movimento como um pretexto para a direita ampliar seus ataques aos protestos, referindo-se à repressão "draconiana" às manifestações e afirmando que os "ataques à liberdade acadêmica e à livre expressão nos campi" foram liderados por conservadores. Republicanos recorreram a tropos antissemitas ao denunciar os protestos como antissemitas, incluindo alusões a conspirações envolvendo George Soros e menções a globalistas.

### Propagação dos protestos

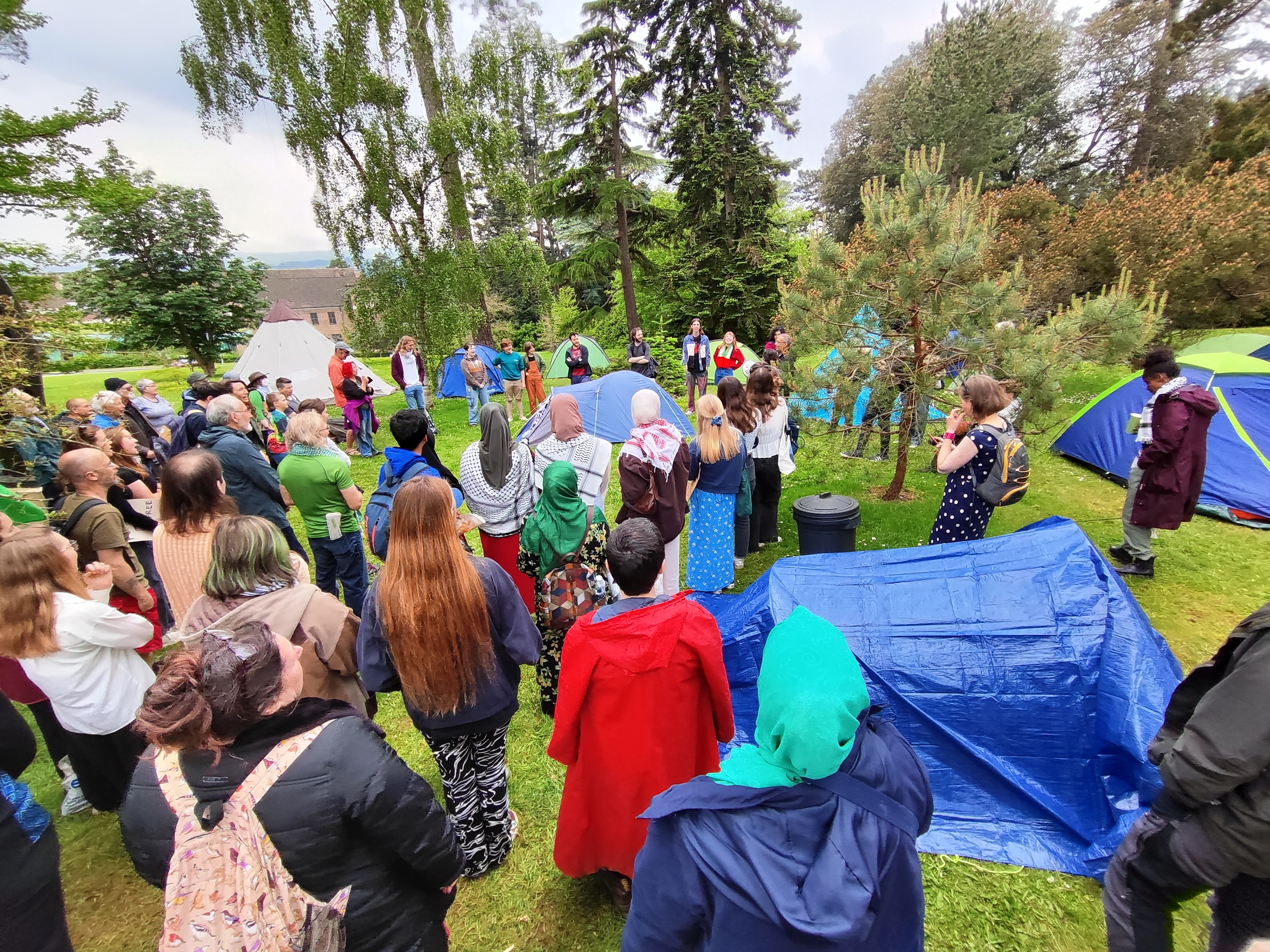
Acampamento de protesto na Universidade de Exeter, Reino Unido. Até 7 de maio, acampamentos estudantis haviam se espalhado para vinte universidades no Reino Unido.

Inicialmente, o The New York Times relatou que os protestos fora dos Estados Unidos eram "esporádicos e menores, sem desencadear um movimento estudantil mais amplo". O "contexto político partidário" foi apontado como uma das razões para a intensidade dos protestos nos EUA. O status da Universidade Columbia como uma escola da Ivy League, sua proximidade com Nova Iorque e com a mídia nacional, além de sua grande população de estudantes judeus, foram destacados como fatores que aumentaram a atenção da mídia e o escrutínio político, contribuindo para a disseminação dos protestos. Um estudo da revista Washington Monthly em maio revelou que manifestações e acampamentos pró-palestinos eram mais frequentes em universidades de elite nos EUA. A publicação destacou que, "na grande maioria dos casos, campi que atendem principalmente estudantes de origem trabalhadora não registraram atividade de protesto".
Em 3 de maio, a NPR descreveu os protestos no exterior como "um crescente movimento estudantil global", com os protestos no Reino Unido focados em "uma campanha nacional cada vez mais destacada para acabar com as exportações britânicas de armas para Israel [en]". Segundo a NBC News, os protestos no exterior, inspirados pelos dos EUA, não alcançaram a mesma intensidade. Até 7 de maio, os protestos haviam se intensificado na Europa após prisões em massa na Universidade de Amsterdã, com ocupações de prédios universitários na Alemanha, França e Bélgica, além de acampamentos em diversos campi europeus. A Associated Press descreveu os protestos na Sciences Po em Paris como "ecos de acampamentos e demonstrações de solidariedade semelhantes nos Estados Unidos". Até 9 de maio, os protestos já eram amplamente registrados em universidades na Índia, Paquistão, Bangladesh e Sri Lanka, enquanto manifestações menores ocorreram em universidades do Japão e da Coreia do Sul.
A cobertura midiática dos protestos foi criticada por ser sensacionalista e por não destacar as demandas e queixas dos manifestantes. Dana Bash [en] foi criticada por comparar os protestos universitários ao surgimento do antissemitismo na Europa dos anos 1930. A ausência das vozes dos estudantes manifestantes na maioria das coberturas da mídia nacional também foi alvo de críticas. Por outro lado, jornalistas estudantis foram elogiados por seu trabalho na cobertura dos protestos.